# 御木本伸介
御木本 伸介（みきもと しんすけ、1931年5月22日 - 2002年8月5日）は、石川県金沢市出身の日本の俳優。本名は鈴木 脩一（すずき しゅういち）。

## 来歴・人物
石川県生まれ。出生地については、羽咋郡押水町とするものと、金沢市高岡町とするものがある。
一男一女の長男で、日舞藤間流名取の姉がいる。父方の鈴木家は、代々加賀前田家の御殿医を務めた家柄。父の武も医師だったが、太平洋戦争末期には、海軍に徴用されていた日本郵船所有の貨客船筥崎丸に機関士として乗船していた。1945年3月19日、筥崎丸はアメリカ海軍の潜水艦による雷撃を受けて沈没し、父は戦死。

長唄の師匠だった母・喜美の稽古料が遺された家族の生活の支えとなるが、1950年には母も病死し、祖母と姉との生活になった 。
松ヶ枝国民学校初等科
卒業後、旧制金沢第二中学校から学制改革の為、新制石川県立金沢第一高等学校を経て石川県立金沢二水高等学校を卒業。医学部志望だったが経済的理由で断念し、1950年に立教大学経済学部に進学。大学に進む頃には、父がいてくれればと何度も思ったが、それと同時に、自分の力で生きていくのだという思いを強くしたという。
大学在学中の1953年、アルバイト中に知遇を得た映画監督阿部豊の誘いで、阿部が監督を務める『戦艦大和』に本名で出演。複数いるエキストラの青年士官の一人だが、一言だけ台詞があり、同じ役柄で同じシーンに出演していた丹波哲郎よりも頻繁に画面に収まっている。
この経験をきっかけに演劇に興味を持ち、1954年に文学座附属演劇研究所に入所。鈴木紳也の名前で、阿部豊の監督作『叛乱』、『日本敗れず』、『花真珠』、松林宗恵監督・須崎勝弥脚本の『人間魚雷回天』に出演した。
1955年、大学卒業と同時に文学座研究所を退所し、阿部豊の助言で新東宝と契約。阿部の命名で芸名を御木本伸介と改め、松林宗恵初の喜劇作品となる『風流交番日記』の新人巡査役で本格的にデビュー。

現代劇と時代劇の双方に出演し、主に助演者として、善人から悪人、狂人まで幅広い役柄を演じた。阿部豊や松林宗恵が新東宝を離れた後は、供給過剰の製作体制の中で作品に恵まれたとは言い難いが、主演男優的ポジションを務めた小林悟監督のオールロケ作品『三人の女強盗』では、平凡な日常生活が一気に暗転して追い込まれていく不運なタクシー運転手を演じ、「御木本伸介の素ぼくな熱演を注目してやりたい」と深沢哲也から好意的批評を受けた。
新東宝以外の映画作品では、1962年公開の大蔵映画2本に端役で出演している。また、東映の任侠映画にも多く出演しているが、新興ヤクザの横暴に苦しめられる善良な老舗の若旦那や、袖の下の通用しない堅物の軍人や役人といった真面目な役柄が殆どである。若山富三郎主演の『極悪坊主 人斬り数え唄』には、柔術家の弟子という役柄で出演している。『人間魚雷回天』の須崎勝弥が脚本を担当した『あゝ予科練』では、普通学の国語担当の教官役で、死地へと赴く生徒達への精一杯の思い遣りと、送り出す者の苦しさを表して印象を残した。
日活三人娘の一人、松原智恵子主演の『涙でいいの』では、松原演じるヒロインに想いを寄せられる写真家を演じている。
特撮作品に『スーパー・ジャイアンツ』二作品と『まぼろし探偵　恐怖の宇宙人』、『ゴジラ(1984版)』がある。

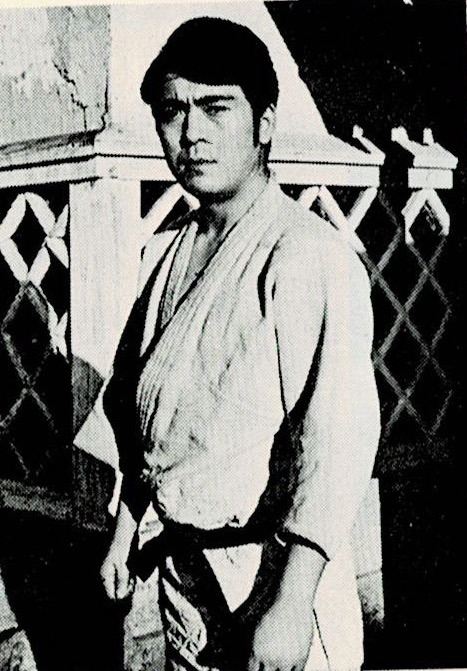
「柔道一代」真野修五郎に扮した御木本

新東宝解散後にはフリーとなり、テレビドラマを中心に活動。1961年に出演した『新選組始末記』での伊東甲子太郎役がドラマ製作者に好評で、講道館柔道の創始者嘉納治五郎とその高弟達を描いた『柔道一代』の主人公・真野修五郎役に選ばれた。嘉納についての資料を読み込み、フィクションではあっても「なんとか講道館柔道の精神だけはぜひ本物を伝えたい」という御木本の意気込みもあり、適役となった。当初は全26話、半年間の放送予定だったが、村田英雄の歌う主題歌とともに人気になり、延長が重ねられて2年間続いた。御木本自身の柔道経験は、旧制中学時代の正課で習ったのみだったが、番組開始後に講道館から初段を授与された。また、番組終盤には講道館の機関紙「柔道」に御木本のインタビュー記事が掲載された。
『柔道一代』終了後には、大島渚が手掛けた唯一の連続テレビドラマ『アジアの曙』に主演。中国大陸で革命に身を投じる主人公の中山峯太郎を演じた。『柔道一代』の成功を受けて日本電波映画が制作した柔道もののうち、『柔一筋』と『柔道水滸伝』にも出演している。1967年には明治100年を記念したNHK大河ドラマ『三姉妹』に桂小五郎役で出演。ほかのレギュラー出演作に、松村達雄と沢村貞子演じる老夫婦の磊落な次男を明朗に演じた松山善三原作のホームドラマ『ひげとたんぽぽ』、坂口良子主演の『幸福ゆき』のヒロインの父親役などがある。2時間サスペンスにも出演しているが、中でも1986年制作の『夜に頬よせ 過去を抱いた女』は、撮影から2年近くを経て深夜に放送されたことに加え、池田敏春監督・石井隆脚本の作品であり、役柄的にもやや異色である。
テレビ時代劇では家老や陰謀の黒幕といった悪役で度々出演しているが、『水戸黄門』では善人役がほとんどであった。『必殺シリーズ』では闇の元締役だった一回を除き、全て仕置きされている。
『鬼平犯科帳』には、萬屋錦之介版と中村吉右衛門版の両方に与力・天野甚造役でレギュラー出演した。他のレギュラー出演に、中野誠也主演の『次郎長三国志』（大政）、『長崎犯科帳』（与力・三島与五郎）、『お耳役秘帳』（同心・志波京之介）、『暁に斬る!』（夢助）などがある。
1960年代後半から商業演劇の舞台にも立ち、長台詞の上手さと、短い出番でも強い印象を残せる演技力で、立役から悪役、喜劇もこなし、渋さと重厚さを備えた押し出しの良い助演者として江見俊太郎、遠藤太津朗らと並ぶ名脇役となった。特に萬屋錦之介公演では要となる脇役として錦之介を支え、錦之介作品の演出を多く手がけた沢島忠は「錦兄とわたしを信頼しきった名脇役」と綴っている。
1996年末に心筋梗塞で倒れたが、療養後に復帰。1998年には、翌年放送のNHK大河ドラマ『元禄繚乱』で小野寺十内役にキャスティングされ、第三次出演者発表（1998年4月27日）にも出席していたが降板。その後は、それ以前と比べて出演作が大幅に減り、主に鈴木伸太郎プロデューサーの現代劇に出演したが、2002年の「太陽と雪のかけら」へのゲストが最後の出演となった。
2002年8月5日、肺癌のため都内の病院で死去。71歳没。
アクの強さや強烈な個性には欠けたが、上品さと落ち着きを感じさせる俳優で、黒目がちな大きな目とサビのきいた低めの声が特徴。情に厚く智に富んだ役柄から、他人には言えない秘密を抱えた翳りのある人物や、善人に見せかけた悪人を演じられることが持ち味の一つとされ、映画・テレビドラマ・舞台を問わず、どの様な役柄でもオールマイティにこなせる俳優として信頼と評価を得ていた。　　
趣味は読書、長唄、和装。1960年頃のインタビューで自分について、「年齢のわりに地味な感じ」と述べている。
俳優としての自身については「不器用」と称し、人間的な深みを演じたいと心掛けていると綴っていた。また、「出過ぎてよくなく、目立たなくても困る」をモットーとしていた。いくぶん頑固であったのか、映画監督の加藤泰が御木本から舞台公演の相談を受けた際の記述に、「ユーズーの利かなそうな御木本君の顔を見ているうちに」とある。1982年、萬屋錦之介版の「鬼平犯科帳」第3シーズン撮影中に、番組制作を担っていた中村プロダクション(社長は萬屋錦之介)が倒産。出演俳優への総額1億円を超える出演料が未払いとなる事態に陥り、多数の俳優が債権者として名を連ね、番組を途中降板する出演者もあったが、御木本は「ギャラは一銭もいらない」と言い、最終回まで出演を続けた。
桂小五郎役を複数回演じるなど幕末・明治ものにも多く出演したが、城下町金沢の出身で伝統文化に親しんで育ったことが幸いし、明治時代の雰囲気には入り込み易かったと述べている。1986年には地元の石川県金沢市で行われている金沢百万石まつりで3代目前田利家になった。
1960年に。
知人の紹介で知り合った美容師の女性と結婚。結婚直後に出演した『爆弾を抱く女怪盗』では、主人公の高倉みゆきを強姦しようとするシーンがあったため「妻に悪くて」と撮影中に浮かない顔をしていたという。
二男があり、夫人には「やさしくて、とてもたのもしい方」、「百点満点なら百五点の主人」と評されている。弟子に引地薫。

## 出演

### 映画
| 公開年 | 作品名                              | 役名                 | 配給     | 備考                                        |
| ------ | ----------------------------------- | -------------------- | -------- | ------------------------------------------- |
| 1953年 | 戦艦大和                            | 役名なし(海軍士官)   | 新東宝   | 鈴木脩一名義、阿部豊監督                    |
| 1954年 | 叛乱                                | サカイ莞爾           | 新東宝   | ノンクレジット、阿部豊監督                  |
| 1954年 | 日本敗れず                          | 黒田中佐             | 新東宝   | 鈴木紳也名義、阿部豊監督                    |
| 1955年 | 人間魚雷回天                        | 加藤少尉             | 新東宝   | 鈴木紳也名義、松林宗恵監督                  |
| 1955年 | 「天才永岡十段」より 柔道流転       | 書生                 | 新東宝   | 名義未確認                                  |
| 1955年 | 花真珠                              |                      | 新東宝   | 鈴木紳也名義、阿部豊監督                    |
| 1955年 | 風流交番日記                        | 谷川巡査             | 新東宝   | 以後は御木本伸介名義、松林宗恵監督          |
| 1955年 | 若人のうたごえ                      | 村の青年・島田       | 新東宝   |                                             |
| 1956年 | 北海の叛乱                          |                      | 新東宝   |                                             |
| 1956年 | お母さんの花嫁                      | 村の青年・島田       | 新東宝   | 『若人のうたごえ』シリーズ                  |
| 1956年 | 明日への招待                        | 村の青年・島田       | 新東宝   | 『若人のうたごえ』シリーズ                  |
| 1956年 | 天國はどこだ                        |                      | 新東宝   | 松林宗恵監督                                |
| 1956年 | 検事とその妹                        | 阿部事務官           | 新東宝   |                                             |
| 1956年 | 大学の剣豪 京洛の暴れん坊           | 子分竹松             | 新東宝   |                                             |
| 1956年 | 阿修羅三剣士                        | 一心太助             | 新東宝   |                                             |
| 1956年 | 女大学野球狂時代                    |                      | 新東宝   |                                             |
| 1956年 | 新妻鏡                              | 金田徹               | 新東宝   |                                             |
| 1956年 | 鉄血の魂                            | 由造                 | 新東宝   |                                             |
| 1956年 | 軍神山本元帥と連合艦隊              | 松葉中尉             | 新東宝   |                                             |
| 1956年 | 波止場の王者                        |                      | 新東宝   |                                             |
| 1956年 | 剣豪相馬武勇伝 桧山大騒動           | 鶴田三郎             | 新東宝   |                                             |
| 1956年 | 美男をめぐる十人の女                |                      | 新東宝   |                                             |
| 1956年 | 妖雲里見快擧伝 前篇                 | 犬村角太郎           | 新東宝   |                                             |
| 1957年 | 妖雲里見快擧伝 後篇                 | 犬村角太郎           | 新東宝   |                                             |
| 1957年 | 関八州 大利根の対決                 | 佐吉                 | 新東宝   |                                             |
| 1957年 | 警察官                              | 小山捜査主任         | 新東宝   |                                             |
| 1957年 | 風雲急なり大阪城 真田十勇士総進軍   | 筧十蔵               | 新東宝   |                                             |
| 1957年 | 若君漫遊記 伏見稲荷の大仇討         | 三宅宅兵衛           | 新東宝   |                                             |
| 1957年 | リングの王者 栄光の世界             | 幹部A                | 新東宝   |                                             |
| 1957年 | 人形佐七捕物帖 大江戸の丑満刻       | 老中土井越中守       | 新東宝   |                                             |
| 1957年 | 日米花嫁花婿入替取替合戦            | 机三四郎             | 新東宝   |                                             |
| 1957年 | 明治天皇と日露大戦争                | 代議士               | 新東宝   | シネスコ版/スタンダード版                   |
| 1957年 | 謎の紫頭巾 姫君花吹雪               | 松山月丸             | 新東宝   |                                             |
| 1957年 | スーパージャイアンツ 鋼鉄の巨人     | アトムAB団員・M19    | 新東宝   |                                             |
| 1957年 | 續 鋼鉄の巨人 スーパージャイアンツ  | アトムAB団員・M19    | 新東宝   |                                             |
| 1957年 | 修羅八荒 薩多峠の剣陣               | 井上角之進           | 新東宝   |                                             |
| 1957年 | 修羅八荒 猛襲伏魔殿                 | 井上角之進           | 新東宝   |                                             |
| 1957年 | 荒海の王者                          | 宮川祐               | 新東宝   |                                             |
| 1957年 | 続若君漫遊記 金毘羅利生剣           | 三宅宅兵衛           | 新東宝   |                                             |
| 1957年 | 天下の鬼夜叉姫                      | お坊主の虎           | 新東宝   |                                             |
| 1957年 | 妖蛇荘の魔王                        | 野球選手・坪田       | 新東宝   |                                             |
| 1957年 | 肉体女優殺し 五人の犯罪者           | 森元                 | 新東宝   |                                             |
| 1957年 | 戦雲アジアの女王                    | 小六                 | 新東宝   |                                             |
| 1958年 | 稲妻奉行                            | 池田大助             | 新東宝   |                                             |
| 1958年 | 関八州喧嘩陣                        | 片目の仙三           | 新東宝   |                                             |
| 1958年 | 女王蜂                              | 大塚千代子の夫       | 新東宝   | ノンクレジット                              |
| 1958年 | 阿波狸変化騒動                      | 渦潮の瀬戸兵衛       | 新東宝   |                                             |
| 1958年 | 天皇・皇后と日清戦争                | 佐藤謙吉二等兵       | 新東宝   |                                             |
| 1958年 | 若君漫遊記 サタン城の魔王           | 三宅宅兵衛           | 新東宝   |                                             |
| 1958年 | スター毒殺事件                      | 水谷企画部員         | 新東宝   |                                             |
| 1958年 | 新日本珍道中 西日本の巻             |                      | 新東宝   |                                             |
| 1958年 | 姑娘と五人の突撃兵                  | 根本少尉             | 新東宝   |                                             |
| 1958年 | 人喰海女                            | 吉崎                 | 新東宝   |                                             |
| 1958年 | 宇治みさ子の緋ぢりめん女大名        | 玄十郎               | 新東宝   |                                             |
| 1958年 | ソ連脱出 女軍医と偽狂人             | 江之上               | 新東宝   |                                             |
| 1958年 | 重臣と青年将校 陸海軍流血史         | 磯部浅一             | 新東宝   |                                             |
| 1958年 | ヌードモデル殺人事件                | 小林刑事             | 新東宝   |                                             |
| 1958年 | 爆笑王座征服                        | 親分の子分           | 新東宝   |                                             |
| 1959年 | 大東亜戦争と国際裁判                | 三文字正平弁護士     | 新東宝   |                                             |
| 1959年 | 殺人犯 七つの顔                     | 立石部長刑事         | 新東宝   |                                             |
| 1959年 | 裸女と殺人迷路                      | 小木曽               | 新東宝   |                                             |
| 1959年 | 続殺人犯 七つの顔 解決編            | 立石部長刑事         | 新東宝   |                                             |
| 1959年 | 恐怖の罠                            | ジョーカァの健       | 新東宝   |                                             |
| 1959年 | 続スーパージャイアンツ 毒蛾王国     | 川田刑事             | 新東宝   |                                             |
| 1959年 | 東支那海の女傑                      | 張恵烈               | 新東宝   |                                             |
| 1959年 | 暴力娘                              | 瓜生大五郎           | 新東宝   |                                             |
| 1959年 | 日本ロマンス旅行                    | ドカニ               | 新東宝   |                                             |
| 1959年 | 静かなり暁の戦場                    | 大磯大尉             | 新東宝   |                                             |
| 1959年 | 明治大帝と乃木将軍                  | 吉岡少佐             | 新東宝   |                                             |
| 1959年 | 雷電                                | 関ノ戸               | 新東宝   |                                             |
| 1959年 | 続 雷電                             | 関ノ戸               | 新東宝   |                                             |
| 1959年 | 東海道弥次喜多珍道中                | 河合又五郎           | 新東宝   |                                             |
| 1960年 | 大虐殺                              | 高松宏記者           | 新東宝   | VHSタイトル『暴圧～関東大震災と軍部』       |
| 1960年 | 爆弾を抱く女怪盗                    | 島崎譲司             | 新東宝   |                                             |
| 1960年 | 美男買います                        | 芥川                 | 新東宝   |                                             |
| 1960年 | 三人の女強盗                        | 里見浩二             | 新東宝   | 小林悟監督                                  |
| 1960年 | 太平洋戦争 謎の戦艦陸奥             | 勝沼少尉             | 新東宝   |                                             |
| 1960年 | 皇室と戦争とわが民族                | 芳賀豊次郎連隊長     | 新東宝   |                                             |
| 1960年 | スパイと貞操                        | 篠田曹長             | 新東宝   |                                             |
| 1960年 | 怪談海女幽霊                        | 俊也                 | 新東宝   |                                             |
| 1960年 | 少女妻 恐るべき十六歳               | 井崎                 | 新東宝   |                                             |
| 1960年 | まぼろし探偵 恐怖の宇宙人           | 汐風かおるの兄       | 新東宝   |                                             |
| 1960年 | 東海道非常警戒                      | 江川鉄治             | 新東宝   |                                             |
| 1961年 | 女王蜂の復讐                        | 慎介                 | 新東宝   |                                             |
| 1961年 | 恋愛ズバリ講座                      | 会計係               | 新東宝   |                                             |
| 1961年 | 風流滑稽譚 仙人部落                 | 鬼山重太(羅貫中)     | 新東宝   |                                             |
| 1961年 | 恋しぐれ 秩父の夜祭り               | 清二                 | 新東宝   |                                             |
| 1961年 | 湯の町姉妹                          | 黒川                 | 新東宝   |                                             |
| 1962年 | 太平洋戦争と姫ゆり部隊              | 山田軍曹             | 大蔵映画 | 大蔵貢製作、70mmテクニラマ版/スタンダード版 |
| 1962年 | 沖縄怪談逆吊り幽霊 支那怪談死棺破り | 運転手・大場         | 大蔵映画 | 小林悟監督                                  |
| 1964年 | 駆逐艦雪風                          | 海軍士官             | 松竹     | 友情出演                                    |
| 1965年 | 暴力の港 虎と狼                     | 高瀬道雄             | 松竹     |                                             |
| 1965年 | 柔旋風・怒涛の対決                  | 権藤隼人             | 松竹     |                                             |
| 1966年 | ド根性大将                          | 小幡十吾             | 松竹     |                                             |
| 1966年 | 放浪のうた                          | 柏木修               | 日活     |                                             |
| 1966年 | 昭和残侠伝 一匹狼                   | 浜田勇吉             | 東映     |                                             |
| 1966年 | 侠客三国志 佐渡ヶ島の決斗           | 松永                 | 東映     |                                             |
| 1966年 | 任侠柔一代                          | 戸川                 | 東映     |                                             |
| 1967年 | 残侠あばれ肌                        | 中島                 | 東映     |                                             |
| 1967年 | 渡世人                              | 満州寅(高橋寅吉)     | 東映     |                                             |
| 1967年 | 侠骨一代                            | 水道局部長・佐久間   | 東映     |                                             |
| 1967年 | 続・渡世人                          | 川田中佐             | 東映     |                                             |
| 1968年 | 代貸                                | 杉下軍医             | 東映     |                                             |
| 1968年 | あゝ予科練                          | 山路教官             | 東映     |                                             |
| 1968年 | 祇園祭                              | 丹波屋伝蔵           | 松竹     |                                             |
| 1968年 | 極悪坊主 人斬り数え唄               | 坂部修作             | 東映     |                                             |
| 1969年 | 昭和残侠伝 唐獅子仁義               | 浅野幸太郎           | 東映     |                                             |
| 1969年 | 涙でいいの                          | 山岳写真家・曽根伴雄 | 日活     |                                             |
| 1969年 | 新選組                              | 清河八郎             | 東宝     |                                             |
| 1970年 | 幕末                                | 桂小五郎             | 東宝     |                                             |
| 1970年 | (秘)セックス恐怖症                  | 山川課長             | 東映     |                                             |
| 1971年 | 暁の挑戦                            | 中隊長               | 松竹     |                                             |
| 1976年 | 凍河                                | 高橋医師             | 松竹     |                                             |
| 1976年 | お祭り野郎 魚河岸の兄弟分           | 喜多村内科部長       | 東映     |                                             |
| 1978年 | 赤穂城断絶                          | 土屋相模守           | 東映     |                                             |
| 1979年 | 日蓮                                | 南部実長             | 松竹     |                                             |
| 1980年 | 徳川一族の崩壊                      | 向上隼人正           | 東映     |                                             |
| 1981年 | 仕掛人梅安                          | 土屋主水             | 東映     |                                             |
| 1983年 | 小説吉田学校                        | 河野金昇             | 東宝     |                                             |
| 1984年 | 空海                                | 実恵                 | 東映     |                                             |
| 1984年 | 零戦燃ゆ                            | 航艦参謀             | 東宝     |                                             |
| 1984年 | ゴジラ                              | 加倉井統幕議長       | 東宝     |                                             |
| 1990年 | 日暮硯                              |                      | 東映     |                                             |
| 1995年 | 鬼平犯科帳 劇場版                   | 天野甚造             | 松竹     |                                             |
| 1996年 | あぶない刑事リターンズ              | 東横銀行頭取・渡辺   | 東映     |                                             |

### テレビドラマ
NHK
- テレビ指定席
  - 生活の河（1961年）- 配船課長[31]
  - 爪（1962年）- 殿田刑事[31]
  - きものの女（1964年）- 大吉[31]
- 講談ドラマ 孤影（1963年） - 主演・平田深喜
- 大河ドラマ
  - 太閤記（1965年） - 吉川経家
    - 第34話 「若獅子」[31]

  - 三姉妹（1967年） - 桂小五郎
    - 第1、13、16、17、19、26、27、32、33、38、44話[31]

  - 天と地と（1969年）
  - 樅ノ木は残った（1970年） - 元会津藩士・津島
    - 第3話「わかれ道」[31]
    - 第4話「会津の宿」

  - 春の坂道（1971年） - 本多正純
    - 第4話「寺子屋大納言」[31]
    - 第14話「歴史は移る」
    - 第35話「元和の星辰」

  - 国盗り物語（1973年） - 明智光綱
    - 第9話「嵯峨野の恋」[31]

  - 徳川家康（1983年） - 毛利輝元
    - 第37話「窮鳥猛鳥」[31]
    - 第39話「関ヶ原前夜」

  - 武田信玄 （1988年） - 平手政秀
    - 第14話「尾張の異端児」[31]
- 鞍馬天狗(高橋英樹版)(1970年) - 岡倉民衛門
  - 第32話「西海道中記」[31]
- 連続テレビ小説 繭子ひとり(1971年版) (1972年) 第237-238回[31]
- 鳴門秘帖 （1977年）- 楢山政右衛門
  - 第26回「出羽の秋田は波乱万丈」
  - 第27回「命運尽きるか弦之丞」
- 真田太平記（1985年 - 1986年） - 前田利家
- 正月ドラマスペシャル 恋しとよ君恋しとよ（1991年） - 徳川秀忠
- 腕におぼえあり 第1シリーズ（1992年） - 平沼喜左衛門（由亀の父
  - 第1話「用心棒稼業」[31]
- 清左衛門残日録（1993年） - 遠藤治郎助
  - 第4回「川の音」[31]
  - 第5回「平八の汗」
  - 第11回「立会い人」
  - 第12回「闇の談合」
  - 第13回「嫁のこころ」
  - 第14回「早春の光」
- 金曜時代劇・お登勢（2001年） - 尾関源左衛門
  - 第5話「激情の舞中島」[31]
  - 第10話「内乱前夜」
  - 第11話「動乱」

日本テレビ
- サンデーステージ たそがれ酒場（1961年） - 岐部
- スペッタクラー 新編 坊ちゃん（1961年） - 坊ちゃん
- 地方記者 第12話「転任記者」（1962年）
- 人生の四季 第58話「老教師」（1962年）
- 愛人（1962年）
- 柔一筋（1965年）
- 青雲五人の男（1966年）
- 明治天皇（YTV、1966年）- 桂小五郎
  - 第1部 第5、6、7、18、20、21、22、23、24話
- 日産スター劇場 いとこ同志（1967年）
- 若さま侍捕物帖（1967年）
- 37階の男 第23話「華やかな虹の森」（1968年）
- 五人の野武士 第26話「天下を蹴る」（1969年）
- 無用ノ介 第4話「無用ノ介・将棋・無用ノ介」（1969年）- 王手の茂十
- ひげとたんぽぽ（1969年）- 次男・奥村ジロウ
- 青春太閤記 いまにみておれ! 第15話（1970年） - 竹中半兵衛
- 伝七捕物帳
  - 第22話「女ごころのなみだ雨」（1974年）- 政次郎
  - 第155話「情けの新内流し」（1977年）- 卯三郎
- 子連れ狼
  - 第2部 9話「女城」（1974年）- 白坂一頼
  - 第2部 16話「お七里さん」（1974年）- 桑島頼母
  - 第3部 4話「絹の雲」（1976年）- 莅戸九郎兵衛
- 長崎犯科帳（1975年） - 与力・三島与五郎
  - 第４話「闇の中の闇奉行」
  - 第７話「長崎奉行はよか男」
  - 第９話「赤い炎は闇で消せ」
  - 第12話「刃には刃 眼には眼を」
  - 第16話「帰って来た男」
- 桃太郎侍（NTV / 東映）
  - 第24話「鬼奉行を消せ」（1976年） - 笹尾備前守
  - 第44話「手鎖慕情」（1977年） - 天満屋嘉兵ヱ
  - 第86話「大当たり貧乏くじ」（1978年） - 小西丹後守
  - 第127話「あらくれ女大学」（1979年） - 畠山出雲介
  - 第168話「よろず心配ごと指南」（1980年） - 吉兵衛
  - 第246話「親子喧嘩を食った鬼」（1981年） - 相模屋庄蔵
- 女の劇場 赤帽かあちゃん（1977年） - やくざの親分・三村
- 西遊記 第1シリーズ 第9話「危うし三蔵!!妖女地湧夫人」（1978年） - 李天英
- 新五捕物帳 第31話「怒りに燃えた親子鷹」（1978年）
- あさひが丘の大統領 第21話「青春の旗をふれ!」（1980年） - 水野亮三
- 木曜ゴールデンドラマ
  - 赤い稲妻（1981年）
  - もっと生きたい!!（1983年）
- 幻之介世直し帖 第14話「盗っ人を盗む女」（1982年）- 花川戸の仁助
- カネボウヒューマンスペシャル 大河の一滴（1982年） - 医師
- 火曜サスペンス劇場
  - 京都連続殺人事件 死者からのメッセージ（1982年）
  - 雨の日の逃亡者（1984年）
  - 情事の報酬（1984年） - 高沢英亮
  - 味のふるさとミステリー紀行 安比高原−十和田湖連続殺人事件 料理人は二度死ぬ!（1987年）
- 長七郎江戸日記（ユニオン映画）
  - 第1シリーズ 
    - 第8話「風流五三の桐変化」（1983年） - 松平伊豆守
    - 第53話「顔のない男」（1985年） - 堀田石見守
    - 第55話「春のつむじ風」（1985年） - 秋月河内守
    - SP「風雲!旗本奴と町奴」（1986年） - 幡随院長兵衛
    - 第111話「おれん、絶叫!」（1986年） - 中屋善兵衛

  - 第2シリーズ 第33話「長い銀の箸」（1988年） - 土屋但馬守
  - 第3シリーズ 第30話「十手子守歌」（1991年） - 舛添勘解由
- 銭形平次 第16話「神田川心中」（1987年） - 木沢伝十郎
- 時代劇スペシャル 野風の笛 鬼の剣 松平忠輝・天下を斬る!（1987年） - 柳生宗矩
- あきれた刑事 第13話「人質はお嬢様」- 永井（1988年）
- 八百八町夢日記
  - 第1シリーズ SP「夢を追って」（1989年） - 大河内加賀守
  - 第1シリーズ 第19話「涙雨、おんな暦」（1990年） - 津久田甲斐
  - 第1シリーズ SP「おりん無惨!今蘇る関が原の戦い」（1990年） - 三浦美作守義竜
  - 第2シリーズ 第16話「女賊ざんげ」（1992年） - 矢部将監
  - 第2シリーズ SP「国盗り夢物語」（1992年） - 松平周防守
- 柳生武芸帳（1990年） - 五条中納言古康
- 柳生武芸帳京に渦巻く大陰謀!十兵衛と謎の姫君（1991年） - 馬木家六
- 柳生武芸帳十兵衛あばれ旅 伊達六十二万石の陰謀（1992年） - 土井利勝
- 刑事貴族2　第35話「病院へようこそ」（1992年）
- 闇を斬る!大江戸犯科帳 第20話「闇の大物!」（1993年） - 老中 春日部

TBS
- 山本周五郎アワー
  - 第9話「釣忍」（1961年） - 佐太郎
  - 第13話「夕もやのなか」（1961年） - 金次
- 新撰組始末記（1961年 - 1962年） - 伊東甲子太郎
- 七人の刑事 第29話「悪い奴の贈り物」（1962年）
- 花の真実（1962年）
- 月曜日の男（第67回）ビルの谷間の白い壁（1962年）
- 東芝日曜劇場
  - 第285話「山吹」（1962年）
  - 第305話「しじみ海岸」（1962年） - 高木新左衛門
  - 第563話「おたふく物語」（1967年） - 貞二郎
  - 第573話「夜の波」（1967年）
  - 第691話「ひとごろし」（1970年） - 仁藤昴軒
  - 第742話「ここはどこの細道じゃ」（1971年）
- 柔道一代（1962年 - 1964年） - 主演・真野修五郎
- アジアの曙（1964年 - 1965年） - 主演・中山峯太郎
- 幕末（1964年） - 桂小五郎
- 父子鷹（1964年）
- ザ・ガードマン
  - 第26話「黒い香水」（1965年）- 吉川
  - 第64話「東洋の涙」（1966年）- 萩原一郎
  - 第250話「250回目は殺人結婚式」（1970年）
- おかあさん 第2シリーズ （TBS）
  - 第364話「野菊薫りて」（1966年）
  - 第378話「いのちの詩」（1967年）
- 愛妻くん（1966年）
  - 第11回「右手の休日」 - 若原文夫
  - 第18回「結婚の条件」
- 平四郎危機一発 第4話「カーネーションの謎」（1967年）
- 愛妻くんこんばんは（第6回）夜霧の夢（1967年）
- 連続テレビ映画 鞍馬天狗(大瀬康一版)（1967年-1968年）
- 牢獄の花嫁（1968年） - 羅門塔十郎
- 仇討ち 第21話「横笛を吹く待」（1969年）
- 戦国艶物語 第3部・千姫編（1969年 - 1970年） - 徳川秀忠
- 水戸黄門
  - 第2部 第9話「流血の谷 -弘前-」、第10話「対決 -弘前-」（1970年11月23、30日） - 山岡大次郎
  - 第4部 第3話「人情榛名おろし -高崎-」（1973年2月5日） - 矢崎源九郎
  - 第9部 第11話「過去をもつ男 -酒田-」（1978年10月16日） - 吉野屋清五郎
  - 第13部 第10話「尾張名古屋の妖怪退治 -尾張-」（1982年12月20日） - 森島政右衛門
  - 第14部
    - 第18話「人情紅花夫婦染 -米沢-」（1984年2月27日） - 町田左近
    - 第25話「酒に溺れた黄金の腕 -金沢-」（1984年4月16日） - 常盤屋喜左衛門

  - 第15部
    - 第9話「異国の姫は瓜二つ -長崎-」（1985年3月25日） - 平戸屋半右衛門
    - 第20話「謎が渦巻く陰謀の宿 −米子−」（1985年6月10日） - 荒尾成政
    - 第30話「男度胸の木曽節仁義 −木曽福島−」（1985年8月19日） - 辰五郎

  - 第16部
    - 第21話「友禅救った大芝居 -金沢-」（1986年9月15日） - 金造
    - 第34話「恐怖の隠密狩り -二本松-」（1986年12月15日） - 磐城屋

  - 第17部 第24話「殿と呼ばれた格之進 -明石-」（1988年2月8日） - 根室権太夫
  - 第18部
    - 第18話「怨みの仮装舞踏会 -長崎-」（1989年1月16日） - 吉兵衛
    - 第29話「母恋し涙の馬子唄 -三島-」（1989年4月3日） - 望月玄馬

  - 第19部 第14話「恩讐越えた一刀彫 -米沢-」（1989年12月25日） - 甲田玄一郎
  - 第20部 第40話「津軽馬鹿塗り情け塗り -弘前-」（1991年8月12日） - 陸奥屋与兵衛
  - 第21部 第8話「河豚に当った黄門様 -長府-」（1992年5月25日） - 浜屋徳兵衛
  - 第22部 第28話「響け正義の御陣乗太鼓 -輪島-」（1993年11月22日） - 矢島嘉兵衛
  - 第23部 第11話「陰謀渦巻く加賀百万石 -金沢-」（1994年10月17日） - 多々羅屋長左衛門
- 二人の刑事 第5話「憎悪」（1970年）
- 江戸を斬る
  - 江戸を斬る 梓右近隠密帳 第24話「狙われた秘薬」（1974年） - 野々村玄碩
  - 江戸を斬るIV 第17話「瑠璃玉の復讐」（1979年） - 明仁
  - 江戸を斬るV 第20話「母恋しぐれ」（1980年） - 定五郎
  - 江戸を斬るVII
    - 第12話「裏切り盗っ人仁義」（1987年） - 天満の佐五平
    - 第27話「復讐 姉弟蛇皮線」（1987年） - 田宮図書頭
- 連続テレビ映画 鞍馬天狗（1967年 - 1968年）
- タケダアワー 隠密剣士（荻島真一版） 第12話（最終回）「天守閣の決闘」（1973年） - 山崎兵庫
- 幸福ゆき（1975年） - 松井猛
- 妻のあした（1975年）
- 影同心II 第11話「（秘）能舞台鬼の花道」（1975年） - 河村外記
- 新選組始末記 第24話「江戸の落日」（1977年） - 勝海舟
- 江戸特捜指令 最終話「大どんでん!隠し目付最後の戦い」（1977年）
- 雪姫隠密道中記 第1話（1980年） - 柳生但馬守
- 大岡越前
  - 第5部 第26話「目黒に消えた公方様」（1978年7月31日） - 宗兵衛
  - 第6部 第26話「謎の連続殺人事件」（1982年8月30日） - 高田屋利吉
  - 第8部 第23話「殺しを見ていた千両富」（1984年12月24日） - 大和屋
  - 第11部
    - 第8話「鬼を強請った女」（1990年6月11日） - 彦兵衛
    - 第21話「奉行の母は大べら棒」（1990年9月10日） - 政五郎

  - 第12部 第8話「探す娘の胸に痣」（1991年12月2日） - 伊賀屋七兵衛
  - 第13部 第19話「両刃が抉る復讐の謎」（1993年3月22日） - 治平
- 舞いの家（1983年）[32]
- 黒革の手帖（1984年）- 藤岡彰一
- ザ・サスペンス 啜り泣く石（1984年）- 富塚署捜査課長
- TBS大型時代劇スペシャル
  - 坂本龍馬（1989年） - 吉田元吉
  - 平清盛（1992年） - 平家貞
- 愛の劇場
  - 永遠の1/2（2000年） − 大泉弁護士
  - ラブ&ファイト（2001年） - 院長・一色松太郎
  - 太陽と雪のかけら（2002年）第5、6話　- 藤原 ※遺作
- モーニング娘。新春! LOVEストーリーズ・はいからさんが通る（2002年） - 伊集院博文

フジテレビ
- プリンススリラー劇場 甘い罠（1961年） - 同僚・浜崎
- 夜の十時劇場 小さい二つの顔（1962年）
- 一千万人の劇場 風船玉計画（1964年）
- 甲州遊侠伝 俺はども安 第20話「関東網五郎」（1965年）
- 柔道水滸伝（1965年 - 1966年）- 矢野正五郎
- 山家慕情（1966年）
- 三匹の侍
  - 第2シリーズ 第26話「飢我無残」（1965年）
  - 新三匹の侍 第5話「死神の鈴がきこえる」（1970年） - 直助
- 山本周五郎アワー 四日のあやめ（1966年） - 江木重三郎
- 勢ぞろい清水港 第11話（1966年）
- シオノギテレビ劇場 沼津兵学校（1967年）
- 秘密指令883 第5話「殺しのパスポート」（1967年）
- お嫁さん
  - 第4シリーズ（1968年） - 杉本良平
  - 第6シリーズ（1969年）
- 大奥（1968年） - 水野忠邦
- ブラックチェンバー 第9回「殺人への招待」（1969年）
- 白雪劇場 吉田松陰（1969年 - 1970年）- 福川犀之助
- 銭形平次
  - 第194話「鬼子母神参り」（1970年） - 仙石屋孝右ヱ門
  - 第252話「地獄街道」（1971年） - 世良修平
  - 第301話「城を出た女」（1972年） - 村岡重蔵
  - 第375話「黄金の牙」（1973年） - 与五郎
  - 第626話「見習同心心得帳」（1978年） - 尾久帯刀
  - 第689話「大江戸十手祭り」（1979年） - 津軽新兵ヱ
  - 第778話「引き裂かれた絵図」（1981年） - 堺屋重兵ヱ
  - 第820話「見知らぬ私」（1982年） - 新三郎
- 大坂城の女（1970年） - 佐治日向守
- 柳生十兵衛 第30話「足を洗った男」（1971年） - 水野十郎左衛門
- 眠狂四郎 第15話「三度笠の女は燃えた」（1972年）
- 剣客商売 第7話「雨の鈴鹿川」（1973年） - 井上八郎
- ぶらり信兵衛道場破り 第24話「片想い未練橋」（1974年） - 道場主・沢井
- 宮本武蔵（1975年） - 柳生但馬守
- お耳役秘帳（1976年） - 志波京之介
- 江戸の渦潮
  - 第3話「命の泉いつまでも」（1978年）
  - 第23話「命を賭けた男たち」（1978年）
- お昼のテレビ小説 浪花おこし（1978年）
- 服部半蔵 影の軍団 第3話「悪魔が呼んだ奥州路」（1980年） - 真田典膳
- 徳川の女たち 第一部「華麗　春日局」（1980年） - 松平伊豆守
- 時代劇スペシャル
  - 日本犯科帳・隠密奉行
    - 隠密奉行 闇に笑うこんぴら人形（1981年） - 土屋相模守政直
    - 隠密奉行・久留米編 河童が怒る筑後川（1982年） - 土屋相模守政直

  - 十六文からす堂 第1部 江戸占い謎を斬る（1982年） - 南町奉行
  - 松本清張のかげろう絵図（1983年） - 水野越前守
  - 子連れ狼（1984年） - 松平周防守
  - 地獄の左門十手無頼帖 声を盗まれた娘（1984年） - 内藤隼人正
  - 雲霧仁左衛門（1991年） - 松屋吉兵衛
  - 御金蔵破り（1992年） - 林肥後守
- 暁に斬る!（1982年10月 - 1983年3月） - 夢助
- 大奥 第40話「消えた女の伝説」、第41話「疑惑の小公女」（1983年） - 田沼意次
- 流れ星佐吉 第19話「幻の絵図面大騒動」（1984年）- 新田玄白
- 暴れ九庵 第21話「男の睨み」（1985年）
- JOCX-TV2 ミッドナイトドラマ 夜に頬よせ - 過去を抱いた女（1988年） - 松岡久雄
- 鬼平犯科帳（1989年 - 1995年） - 与力・天野甚造
  - 第1シリーズ 第14話「あきれた奴」（1989年）
  - 第2シリーズ スペシャル「雲竜剣」（1990年）
  - 第2シリーズ 第17話「春の淡雪」（1991年）
  - 第3シリーズ 第2話「剣客」（1991年）
  - 第3シリーズ 第8話「妙義の團右衛門」（1992年）
  - 第5シリーズ 第1話「土蜘蛛の金五郎」（1994年）
  - 第6シリーズ 第4話「浮世の顔」（1995年）
  - 第6シリーズ 第9話「迷路」（スペシャル）（1995年）
- お江戸捕物日記　照姫七変化 第11話「富くじ犯科帳！」（1990年） - 小日向刑部
- 銭形平次
  - 第2シリーズ 第1話「黒衣の笛」（1992年） - 湊屋
  - 第3シリーズ 第7話「出刃を研ぐ女」（1993年） - 相馬屋
  - 第4シリーズ 第2話「吉凶ちょうちん」（1994年） - 伝兵衛
- 裸の大将 65「清と謎の美人絵灯籠」（1994年）- 田中健三（田島健一郎）
- 忠臣蔵（1996年） - 藤井又左衛門
- 金曜エンタティメント
  - 京都一条戻り橋殺人事件（1996年）
  - チャイドルママの事件簿 南紀白浜・幽霊殺人事件（1998年）
- 御家人斬九郎 第2シリーズ 第4話「北国の人」（1997年） - 村川頼母
- 隠密奉行朝比奈 第1シリーズ 第1話「桜島に消えた割符」（1998年） - 五代帯刀

テレビ朝日
- 特別機動捜査隊 第17話「愚かなる逃亡」（1962年）
- 指名手配 第106・107話「仲間割れ」（1962年）
- 名作推理劇場 長いお別れ（1962年） - 主演
- 風の視線（1962年）
- 黒龍劇場 =女= 白い対流 二人の女（1962年） - 矢野純
- ポーラ名作劇場
  - 怪談鈴の音（1963年）
  - 乾舷ゼロ（1963年）
- 判決
  - 第63話「五百円の命」（1963年）
  - 第86話「乗っとり」（1964年）
- 日本映画名作ドラマ 黒い森の盛装（1964年）
- 大河ドラマ「徳川家康」（1964年） - 久松俊勝
- 悪の紋章（1965年） - 高沢重治
- 今井正アワー 初夜（1966年）
- あゝ同期の桜 第13話「遠い道程」（1967年）
- ロマン劇場 空に真っ赤な雲のいろ（1967年 - 1968年）
- どんチッチ 第12〜16・19・21・22話（1968年 - 1969年）[33]。
- 次郎長三国志（1968年） - 大政
- 旅がらすくれないお仙
  - 第6話「卑怯よ逃げるなんて」（1968年）
  - 第38話「だめよ、さわらないで」（1969年）
- 素浪人 花山大吉
  - 第7話「自分で自分を探していた」（1969年）
  - 第82話「星も泣いてる夜だった」（1970年） - 上坂外記
- 新・日本剣客伝
  - 第2話「中村半三郎」（1969年） - 青連院宮
  - 第4話「平手造酒」（1969年）
- 燃えよ剣（1970年） - 清河八郎
  - 第1話「新選組前夜」
  - 第2話「春の月かげ」
- さむらい飛脚 第5話「茶釜が生首に化けるとき」（1971年）
- 大忠臣蔵（1971年） - 大高源五
  - 第31話「男の盟約」
  - 第44話「敵を恋うる女」
  - 第46話「いずこの空や十四日」
  - 第50話「討入り その一」
  - 第51話「討入り その二」
- 天皇の世紀 第4話「地熱」（1971年） − 松平慶永
- 世なおし奉行 第21話「黄金の罠」（1972年） - 若年寄
- 荒野の素浪人 第38話「来襲 死の虚無僧集団」（1972年） - 増田宗右衛門
- さすらいの狼 第14話「謎の早馬」（1972年）
- 長谷川伸シリーズ 直八子供旅（1973年） - 渡世人・多九蔵
- 必殺シリーズ
  - 必殺仕掛人　第25話「仇討ちます討たせます」（1973年） - 市助
  - 必殺必中仕事屋稼業 第21話「飛び入りで勝負」（1975年） - 与兵衛
  - 必殺商売人 第7話「嘘か真実かまことが嘘か」（1978年） - 高森源次郎
  - 必殺からくり人・富嶽百景殺し旅 第4話「神奈川沖浪裏」（1978年） - 上総屋
  - 翔べ! 必殺うらごろし 第7話「赤い雪を降らせる怨みの泣き声」（1979年） - 家老 脇田
  - 必殺仕事人 第4話「主水は三途の川を避けられるか?」（1979年） - 日寛大僧正
  - 新・必殺仕事人 第21話「主水左遷を気にする」（1981年） - 井筒屋勘助（クレジットは相模屋勘助となっているが間違い）
  - 特別編必殺仕事人 恐怖の大仕事 水戸・尾張・紀伊（1981年） - 桃井兵庫
  - 必殺渡し人 第3話「大元締の前で渡します」（1983年）- 白不動の元締
  - 必殺仕事人V・風雲竜虎編 第1話「謎の二枚目殺し屋登場!」（1987年） - 松平葵の紋の殿様
- ご存知時代劇 - 大政
  - 次郎長初旅（1973年）
  - 森の石松（1973年）
  - 灰神楽の三太郎（1973年）
  - 吉良の仁吉 血煙り荒神山（1973年）
- 旗本退屈男 第10話「江戸に踊る白い影」（1973年） - 十五郎
- 素浪人 天下太平 第23話「あの町、この町影法師」（1973年） - 安川惣右ヱ門
- 伝七捕物帳
  - 第22話「女ごころのなみだ雨」（1974年） - 政次郎
  - 第155話「情の新内流し」（1977年） - 卯三郎
- おしどり右京捕物車 第6話「奪(うばう)」（1974年） - 深瀬弥十郎
- 破れ傘刀舟悪人狩り
  - 第31話「仇討ち馬子唄」（1975年） - 八巻連三郎
  - 第111話「闇に舞う白い牙」（1976年） - 立花昌石
- 破れ奉行（テレビ朝日）
  - 第6話「紀州藩を砲撃せよ」（1977年） - 浜村頼母
  - 第24話「片道手形は死の匂い」（1977年） - 黒羽大膳
  - 第38話「深川奉行危機一髪PART-II」（1977年） - 浜野主殿頭
- 遠山の金さんシリーズ
  - 遠山の金さん捕物帳 第30話「掟が恋した女」（1971年） - 二階堂隼人
  - 遠山の金さん
    - 第1シリーズ 第76話「誘拐身代二千両」（1977年） - 敷島屋

  - 遠山の金さん
    - 第1シリーズ 第2話「大追跡!消えた大砲」（1982年） - 中条定信
    - 第1シリーズ 第57話「男の挽歌・白夜に散った女!」（1983年） - 西海屋籐兵衛
    - 第1シリーズ 第82話「大奥潜入!顔で笑って心で泣く女」（1984年） - 重兵衛
    - 第1シリーズ 第118話「おんな牢犯科帖・消えた死刑囚!」（1984年） - 藤八
    - 第2シリーズ 第8話「女渡世人・男勝りが玉にキズ」（1985年） - 相模屋

  - 名奉行 遠山の金さん
    - 第1シリーズ 第20話「美人姉妹の復讐」（1988年） - 遠州屋
    - 第2シリーズ 第3話「風呂屋の亭主が謎の連続心中」（1989年） - 赤坂林右衛門
    - 第3シリーズ 第24話「偽装殺人!左ききの少女」（1991年） - 永井信濃守
    - 第4シリーズ 第22話「蒸発した六人の娘」（1992年） - 水野越前守
    - 第5シリーズ 第21話「裏切った悪女!」（1993年） - 肥前屋
    - 第6シリーズ 第5話「仕舞い湯の男」（1994年） - 蔵前の善五郎＝化師の久兵衛
    - 第7シリーズ 第11話「二昼夜の自由切腹賭けた初恋」（1995年） - 大野監物
    - 金さんVS女ねずみ 第5話「たった一人の忠臣蔵」（1998年） - 保科主膳
- 人形佐七捕物帳 第30話「毒蛇に噛まれた心」（1977年） - 森田作左衛門
- 暴れん坊将軍シリーズ
  - 吉宗評判記 暴れん坊将軍
    - 第17話「恋とおとぼけ地蔵」（1978年） - 島津中将忠茂
    - 第49話「生かす殺すは筆一本」（1979年） - 大山因幡守
    - 第103話「大騒動 寄り道したのが悪かった」（1980年） - 石堂志摩
    - 第180話「絵筆に誓った兄弟仁義」（1981年） - 山城宗哲
    - 第202話「ずっこけ勘八功名噺」（1982年） - 二階堂但馬

  - 暴れん坊将軍II
    - 第38話「激突! みちのく"将軍狩り"!!」（1983年） - 新見縫殿助
    - 第63話「女の戦 うわなり討ち!」（1984年） - 加賀爪兵庫
    - 第90話「吉宗失脚!?初春一番の大江戸裁き!」スペシャル（1985年） - 久世備後守
    - 第126話「吉宗狙撃! 消えたお庭番」（1985年） - 大久保大隅守
    - 第152話「おんな大学 新さん疑惑の夜働き!?」（1986年） - 沢村兵部

  - 暴れん坊将軍III
    - 第2話「大奥に咲いた危険な恋」（1988年） - 松倉丹後守
    - 第16話「三つ葉葵は地獄の紋章!?」（1988年） - 黒磯六太夫
    - 第53話「あぶな絵の皿を追え」（1989年） - 戸沢大炊助
    - 第59話「みちのく血判状 魔性の谷の決戦」スペシャル（1989年） - 島尾刑部
    - 第84話「夫婦そば危機一髪」（1989年） - 貝原典膳
    - 第97話500回記念SP「将軍琉球へ渡る 天下分け目の決闘」（1990年） - 島津継豊
    - 第115話「大岡越前罷免さる!?」（1990年） - 赤松石見守

  - 暴れん坊将軍IV
    - 第11話「大岡越前、なみだの鉄拳!」（1991年） - 倉田主膳
    - 第26話「江戸城反乱!連判状に仕掛けられた罠!!」スペシャル（1991年） - 南原甲斐守
    - 第40話「いなせ新さん渡世人修行!」（1992年） - 門川石見守
    - 第59話「炎上! 銃口に立つ大岡越前!」（1992年） - 丸山主膳

  - 暴れん坊将軍V
    - 第10話「一目惚れ、仲よく危機一髪!」（1993年） - 小林源左衛門
    - 第23話「おんな盗賊の恋、吉宗に仕掛けられた天下の大陰謀」スペシャル（1993年） - 小笠原伊豫守

  - 暴れん坊将軍VI
    - 第2話「標的は将軍様」（1994年） - 戸田山城守宗冬
    - 第31話「愛と復讐の遠目鏡」（1995年） - 柳沢伊予守

  - 暴れん坊将軍VII
    - 第3話「母恋し!がまん涙の夢枕」（1996年） - 安藤帯刀
- 若さま侍捕物帳 第12話「参上!!女岡っ引」（1978年、ANB / 国際放映） - 田辺数馬
- 判決②「夫婦という関係」（1978年） - 検察官
- 特捜最前線（ANB / 東映) 第77話、78話以外は刑事局長・大江喜一郎役だが、第437話は机のネームプレートが清原・刑事部長となっている
  - 第77話「挑戦I・おじさんは刑事だった!」・第78話「挑戦II・僕はおじさんを許さない!」（1978年）- 水島晋一
  - 第359話「哀・弾丸・愛 7人の刑事たち!」・第360話「哀・弾丸・愛II・7人の刑事たち!」（1984年）- 刑事局長・大江喜一郎
  - 第387話「命の炎を燃やせ!」（1984年）
  - 第428話「追跡・ラブホテルの目撃者!」（1985年）
  - 第437話「逆転推理・秋の花火のメッセージ!」（1985年）- 刑事部長・清原
  - 第465話「木曜日の暴行魔！疑惑の単身警官待機寮」（1986年）
  - 第476話「慕情・神代課長を狙撃させた女」（1986年）
- 破れ新九郎 第3話「ねずみ小僧獄門首」（1978年） - 佐野善兵衛
- 半七捕物帳 第11話「お化け半鐘」（1979年）
- 赤穂浪士（1979年） - 荒木十左衛門
- 鬼平犯科帳（1980年 - 1982年） - 与力・天野甚造
  - 鬼平犯科帳′80
    - 第2話「血闘」
    - 第7話「殿さま栄五郎」
    - 第12話「さむらい松五郎」
    - 第15話「影法師」
    - 第16話「火つけ船頭」
    - 第17話「見張りの系」
    - 第19話「老盗の夢」
    - 第20話「掻堀のおけい」
    - 第21話「引込み女」
    - 第22話「鯉肝のお里」
    - 第24話「おみね徳次郎」
    - 第25話「妙義の團右衛門」
    - 第26話「女掏摸お富」

  - 鬼平犯科帳′81
    - 第2話「五年目の客」
    - 第4話「四度目の女房」
    - 第5話「あきれた奴」
    - 第6話「笹屋のお熊」
    - 第9話「密偵」
    - 第12話「網虫のお吉」
    - 第13話「助太刀」
    - 第14話「埋蔵金千両」
    - 第16話「夜鷹殺し」
    - 第17話「高萩の捨五郎」
    - 第21話「おれの弟」
    - 第26話「用心」

  - 鬼平犯科帳′82
    - 第2話「兇族」
    - 第11話「白い粉」
    - 第12話「尻毛の長右衛門」
    - 第13話「男の毒」
    - 第17話「土蜘蛛の金五郎」
    - 第22話「狐火」
    - 第24話「むかしなじみ」
    - 第25話「本門寺暮色」
    - 第26話「春の淡雪」
- 長七郎天下ご免! 第62話「紅花・たそがれ親不孝」（1981年） - 添田隼人
- 源九郎旅日記 葵の暴れん坊
  - 第1話「燃えろ!天下の風雲児」（1982年） - 村瀬主膳
  - 第21話「葉隠れは金魚侍と見つけたり」（1982年） - 沢井重右衛門
- 土曜ワイド劇場
  - 死者の木霊（1982年） - 沢藤栄造
  - 殺意のめぐり逢い グァム島ツアー殺人事件 人妻に魅せられた私（1984年）
  - 北陸加賀温泉お見合いツアー殺人事件（1989年）
  - 京おとこ京おんな連続怪死事件（1991年） - 政治家・宇佐美
- 月曜ワイド劇場
  - 女囚犯歴簿II（1983年）
  - ママさん刑事144時間の母性捜査（1985年） - 村越玄次郎
- 西部警察 PART-III 第66話「鮮血の絆!」（1984年） - 東都医科大学教授・桐原英雄
- ザ・ハングマンV 第11話「主婦がリモコンで殺人者に仕立てられる!」（1986年） - 古田クリニック医院長・古田亮蔵
- 月曜ドラマ9 京都花見小路の女（1986年） - 医師・高井
- 大都会25時 第7話「怯えた少女の眼!ニセ刑事殺人事件」（1987年）
- 傑作時代劇 大岡政談 暴走!鎧が迫る、血も凍る怪奇ホラー（1987年） - 松平伊賀守
- 若大将天下ご免!（1987年）
  - 第15話「騒然大江戸べっぴん競べ!」 - 内藤玄蕃頭
  - 第29話「往け! 結城小太郎もう一人」 - 沼多大学頭
- 三匹が斬る! シリーズ
  - 三匹が斬る! 第21話（SP）「さらば三匹!満開の悪の花咲く京の都大路」（1988年） - 市川染十郎
  - 続・三匹が斬る! 第4話「お七里の、イジメが元で不倫妻」（1988年） - 紀州藩七里役所頭
  - 続続・三匹が斬る!
    - 第1話（SP）「帰って来た三匹!九州路、取るは天下かはたまた夢か」（1990年） - 大河内正盛
    - 第19話「さらば三匹、消えた七番目の隠密」（1990年） - 岩元左衛門尉

  - また又・三匹が斬る!
    - 第10話「摩訶不思議、恋の行方と肉付面」（1991年） - 内藤頼母
    - 第21話「さらば三匹!今宵お命頂戴す!!」（1991年） - 中野石翁

  - 新・三匹が斬る! 第16話「さいはての恐山、津軽娘が死者を呼ぶ」（1993年） - 高村海洞
  - ニュー・三匹が斬る! 第9話「紀州旅、毒矢が狙ったお犬様」（1994年） - 戸田勘右衛門
- ご存知!旗本退屈男IV 紀州徳川家滅亡か!?（1990年） - 岩倉軍太夫
- ザ・刑事 第6話「妖しい宝石!ニセ刑事の大活躍」（1990年） - 徳住宝石店社長・徳住
- 大型時代劇スペシャル 大激闘！四匹の用心棒（1990年）- 鬼殺しの源蔵
- 御影同心 鬼っ子侍（1991年） - 阿部正弘
- 大型時代劇スペシャル 素浪人無頼旅（1991年） - 沼田大膳亮
- 将軍家光忍び旅
  - 第1シリーズ 第16話「くの一が惚れた男」（1991年） - 三枝梅雪
  - 第2シリーズ 第3話「憎しみの荒野に佇む女」（1992年） - 大野監物
- 赤かぶ検事の逆転法廷 第1,2,11話（最終回）（1992年） - 弁護士・法眼正法
- 桃太郎侍　狙われた将軍の首 - 帰って来た桃太郎、小田原－江戸－日光で怒りの鬼退治! -（1992年） - 戸田采女正
- 殿さま風来坊隠れ旅第3話「仇討ち大好き! 殿、ご乱心」 （1994年） - 丸山嘉門
- はぐれ医者・お命預かります! 第9話（最終回）「人体解剖 殿さまになりたくなかった男」（1995年） - 石坂宗哲
- 将軍の隠密!影十八 第19話「女の意地・ワイロのからくり、闇裁き」（1996年） - 大久保備前守

12ch
- テレビ映画 樅の木は残った（1964年）
- その灯りは消えない 刀匠（1964年）
- プレイガール 第9話「女は潜って勝負する」（1969年） - 滝
- 大江戸捜査網
  - 第53話「花のお江戸の喧嘩鳶」（1972年）
  - 第54話「桜吹雪いのちの子守唄」（1972年） - 佐野隼人
  - 第103話「裏切られた男の約束」（1973年）
  - 第318話「おんな拳法仇討ち絵巻」（1977年） - 新倉頼母
  - 第392話「連続誘拐事件の謎」（1979年） - 仙台屋
  - 第490話「涙の仇討赦免状」（1981年） - 常
  - 第523話「危機一発 貝になった娘」（1981年） - 栗本主膳
  - 第561話「密室を暴く恐怖の魔術師」（1982年） - 治平
- 日本怪談劇場 怪談・宇津谷峠（1970年） - 伊丹屋十兵衛
- 蛇姫様（1972年） - 植原一刀斉
  - 第1話「一目惚れするほど憎い奴」
  - 第2話「女の意地に命をかけて」
  - 第5話「恨みの炎が死を招く」
  - 第8話「男度胸の花が咲く」
  - 第10話「涙で濡れた花嫁衣装」
  - 第12話「男一匹花吹雪」
  - 第13話「烏山三万石に陽が昇る」
- 疾風同心 第16話 「初春悲願の仇打ち」（1978年） - 鉄蔵
- そば屋梅吉捕物帳 第26話「江戸で一番いい男」（1980年） - 仙太郎
- 新春ワイド時代劇
  - それからの武蔵（1981年）- 岩田富岳
  - 竜馬がゆく（1982年） - 松平春嶽
- 斬り捨て御免! 第2シリーズ 第4話「女呪いの双つぼくろ」（1981年） - 蕎麦屋の親父・伊助
- 柳生新陰流 第2,3,6話（1982年） - 小野次郎右衛門忠明
- 眠狂四郎円月殺法 第10話「無頼子連れ運命剣 -府中の巻-」（1983年） - 暗闇の重兵衛
- 隠密・奥の細道 第6話「十四年目の伊達騒動」（1988年）- 伊東大膳
- 月影兵庫あばれ旅 第1シリーズ 第3話「蔭で糸引く奴の顔」（1989年） - 高藤内記
- あばれ八州御用旅 第2シリーズ 第7話「地獄へ送る一万両」（1991年） - 堀田康景
- 痛快大名徳川宗春（1996年） - 竹腰志摩守

### 舞台
- 孤劒（1968年） - 柳生十兵衛
- ぷろだくしょん森 第１回公演「荒神山」（1969年4月10-12日、新宿厚生年金小ホール）
- ぷろだくしょん森 第２回公演「大江戸物語」（1970年、新橋演舞場） - 幡随院長兵衛
- 朝丘雪路・林与一特別公演「お吟さま」- 千道安、「御存知眠狂四郎」（1970年、御園座）
- 三波春夫特別公演
  - でっかい男「紀伊国屋文左衛門」（1970年・新歌舞伎座、1971年・御園座）- 船頭 長五郎、河村瑞賢
  - 人力一代（1970年、御園座）
  - 北海に立つ男「高田屋嘉兵衛」（1972年、御園座）
  - 虹を掴む男（1973年、御園座）
  - 立花左近「元禄友情物語」（1973年、新歌舞伎座・歌舞伎座、1974年、御園座）- 田村右京大夫、潮田又之丞
  - 瓦版屋文吉「幡随院事件」（1973年、新歌舞伎座）- 水野十郎左衛門
  - 海を拓く男「中居屋重兵衛」（1973年、歌舞伎座） - 佐久間象山
  - 瓦版屋文吉「天一坊事件」（1974年、新歌舞伎座・1975年、歌舞伎座） - 大岡越前守
- 杉良太郎
  - 特別公演「清水次郎長」- 大政「大江戸捜査網」（1973年、明治座）
  - 特別公演「沖田総司」- 山南敬介、「清水次郎長」- 大政　(1979年、新歌舞伎座)
- 助け人走る（1974年、明治座）- 辻平内
- 林与一・松原智恵子六月特別公演「徳川天一坊」（1975年、御園座） - 山内伊賀亮
- お市の方（1976年、新歌舞伎座）- 浅井長政
- 女優名作劇場（岡田茉莉子）公演「西鶴一代女」（1977年、梅田コマ劇場）- 松平の殿様
- チエミ喜劇（江利チエミ）公演「お笑い女忠臣蔵」（1977年、新宿コマ劇場）
- 天知茂特別公演「雲霧仁左衛門」（1979年、梅田コマ劇場） - 辻蔵之助
- 鳴門秘帖特別公演（1979年、新歌舞伎座） - お十夜孫兵衛
- 皇女和の宮（1983年、新橋演舞場） - 久世大和守
- 松平健特別公演（新歌舞伎座）
  - 吉宗評判記 暴れん坊将軍（1980年）
  - 暴れん坊将軍 - 愛怨おしどり道中 - （1984年）- 大岡越前守忠相
  - 若き武将 信長 （1984年）- 林佐渡守
  - 暴れん坊将軍 - 桜花の別れ - （1989年）
  - 武蔵 （1989年）
- 麥の会「堕落」脚・演：永井秀明（1985年4月9-14日、本多劇場） - 青木隆造[脚注 10]
- 森進一特別公演
  - 青葉の城の物語 さわやか武士道（1985年、新宿コマ劇場） - 稲葉兵部
  - 人情浪人物語 春を呼ぶ男（1986年、新宿コマ劇場・梅田コマ劇場） - 大竹鉄之進
  - 若殿千両傘（1987年、新宿コマ劇場・梅田コマ劇場）
  - 雪祭りに来た男（1988年、新宿コマ劇場） - 荒船の金兵ヱ
- 美空ひばり芸能生活40周年記念公演（萬屋錦之介と舞台初共演）「春秋千姫絵巻」（1986年、梅田コマ劇場・新宿コマ劇場）- 大野治長
- 里見浩太朗特別公演
  - 『「大岡政談」より愛と剣の宴』（1988年、梅田コマ劇場）
  - 『「長脇差団十郎」初春の花道』（1989年、梅田コマ劇場）- 伊勢ヶ嶽大八
  - 『「長脇差団十郎」お役者街道』（1989年、御園座）- 伊勢ヶ嶽大八
  - 「月形半平太」（1994年、劇場飛天）- 西郷吉之助
- 市川右太衛門特別公演 ご存じ!旗本退屈男「謎のオランダ囃子」（1988年・中座、1990年・地方巡演）- 安藤帯刀
- 島倉千代子特別公演
  - 「柳橋物語」（1992年、梅田コマ劇場・新宿コマ劇場）- 篠塚鉄之進
  - 「江島」（1993年、劇場飛天・新宿コマ劇場）- 奥山交竹院
- 細川たかし特別公演
  - 「堀部安兵衛」（1993年、御園座、新宿コマ劇場）- 中津川祐範、大高源吾
  - 「母恋鴉」（1994年、御園座・新宿コマ劇場） - 伊那の大八
  - 「三代将軍家光青春行状記」（1995年、御園座、新宿コマ劇場、劇場飛天）- 篠塚文伍
  - 「花吹雪いれずみ奉行」（1996年、新宿コマ劇場、御園座、劇場飛天）- 北町奉行・筒井伊賀守
- ミヤコ蝶々特別公演「金とダンボール」（1995年、中座・京都南座・名鉄ホール）- 細川大二郎

以下は萬屋錦之介公演の作品
- 竜馬がゆく（1968年、歌舞伎座） - 桂小五郎
- 酒中日記（1968年、歌舞伎座） - 三輪元太郎
- 最後の将軍徳川慶喜（1969年、歌舞伎座） - 陸軍奉行並小栗上野介忠順
- 天と地と 長尾景虎 （1969年、歌舞伎座） - 金津新兵衛
- いくぢなし（1969年、歌舞伎座） - 北村周庵
- 春の坂道（1971年、歌舞伎座）- 石田三成
- 反逆児（1971年、歌舞伎座/三代目中村時蔵 (3代目)十三回忌追善） - 服部半蔵
- 人情馬鹿物語（1972年、歌舞伎座） - 講釈師 神田黒山
- 江戸っ子繁昌記（1972年、歌舞伎座・地方巡演） - 鳥居甲斐守
- 家光太助錦之助（1972年、御園座）
- 織田信長（1972年、御園座） - 平手五郎右衛門
- 殺陣 秘剣楊羽の蝶（1972年、御園座・地方巡演）
- 丹下左膳（1973年、歌舞伎座/萬屋錦之介改名披露） - 峰丹波
- 吉良の仁吉（1973年、御園座） - 大政
- 江戸っ子囃子（1973年、御園座） - 岩上典膳
- 反逆児（1973年、御園座） - 織田信長
- 竜馬がゆく（1974年、御園座・地方巡演） - 桂小五郎
- 宮本武蔵（1974年、御園座） - 半瓦の弥次兵衛
- 人生劇場 残侠篇（1974年、歌舞伎座） - 奈良平
- 子連れ狼（1974年、歌舞伎座）- 来島大膳
- 伊達正宗（1974年、歌舞伎座） - 氏家左近
- 仁侠木曽街道中乗り新三（1975年、御園座） - 鵜沼の鉄五郎
- 長崎犯科帳（1975年 - 1976年、御園座・歌舞伎座）- 長崎会所頭取・福島六左衛門
- 破れ傘刀舟 悪人狩り（1976年、歌舞伎座）- 寺崎刑部
- 新門辰五郎 （1976年、歌舞伎座）- 九紋龍の定五郎
- 新雪南部坂（1976年 - 1977年、御園座・歌舞伎座） - 大高源吾
- 幕末遊侠伝（1977年、歌舞伎座）- 沼田玄蕃
- 江戸っ子繁昌記（1977年、歌舞伎座）- 老中・鳥居甲斐守
- 若き日の次郎長（1978年、歌舞伎座）- 八尾嶽久六・保下田久六
- むかしも今も（1978年、歌舞伎座） - 八丁堀親方平五
- 織田信長（1978年、歌舞伎座） - 平手五郎右衛門
- 秘剣楊羽蝶 源氏九郎颯爽記（1979年、歌舞伎座） - 多田信濃守
- 赤穂浪士（1979年、歌舞伎座） - 大高源吾、多門伝八郎
- 初陣桃太郎（1979年、歌舞伎座） - 青鬼
- 花川戸 幡随院長兵衛（1980年、御園座）
- 反逆児（1980年・1985年、歌舞伎座・地方巡演） - 減敬
- 大江戸五人男（1980年、歌舞伎座）- 唐犬権兵衛・北町奉行 石谷将監
- 新源氏物語（1982年、歌舞伎座）- 頭中将
- 宮本武蔵 三十三間堂の巻・一乗寺下り松の巻（1982年、歌舞伎座）- 植田良平
- ご存知一心太助（1985年、梅田コマ劇場、萬屋錦之介大病後の復帰公演/梅田コマ劇場初出演）- 鳥居甲斐守吉房
- 春秋忠臣蔵（1987年、梅田コマ劇場） - 大高源吾、多門伝八郎
- 反逆児（1988年、梅田コマ劇場） - 服部半蔵
- 瞼の母（1989年・1990年、歌舞伎座・地方巡演）- 鳥羽田要助
- 志ん生一代（1989年、歌舞伎座）- 松本巡査
- 江戸っ子繁昌記（1989年、歌舞伎座）- 鳥居甲斐守
- 京鹿子娘道成寺（1989年、歌舞伎座）- 所化角蓮坊
- さぶ（1989年、梅田コマ劇場）- 岡安喜兵衛
- 江戸っ子繁昌記 御存知一心太助（1989年、地方巡演）鳥居甲斐守
- 秘剣楊羽蝶（1989年、地方巡演）
- 快挙赤穂浪士（1989年、御園座） - 大高源五、多門伝八郎
- 瞼の母（1991年、御園座）
- 春おんな春おとこ（1991年、御園座）
- 暗闇の丑松（1991年、歌舞伎座） - 料理人元締四郎兵衛
- 人情裏長屋（1991年、歌舞伎座） - 折笠五郎右衛門
- 長崎犯科帳（1992年、地方巡演）
- 雪月忠臣蔵（1992年、新歌舞伎座）- 多門伝八郎、大高源五
- 破れ傘刀舟（1994年、地方巡演）
- 鬼と人と～信長と光秀～（1994年、新歌舞伎座） - 徳川家康

### 吹き替え
- 『暴力に挑む男』 - グンナー・ブロッジ／演:エロール・フリン（NET「日曜洋画劇場」、1967年）
- 『無法者の群』 - ウェイド・ハットン／演:エロール・フリン（NET「日曜洋画劇場」、1968年）
- 『潜望鏡を上げろ』 - ケン・ブレイドン海軍中尉／演：ジェームズ・ガーナー（NET 「日曜洋画劇場」、1969年）
- 『36時間』 - パイク少佐／演:ジェームズ・ガーナー（NET「日曜洋画劇場」、1972年）
- 『引き裂かれたカーテン』 - マイケル・アームストロング／演:ポール・ニューマン（TBS「月曜ロードショー」、1969年10月6日放送。「月曜ロードショー」第一回放映作品）
- 『爆撃命令[脚注 11]』 - ジョー・ギャラガー大佐／演:ポール・バーグ（CX、1967年5月14日 - 11月26日）
- 少年ドラマシリーズ『ふたりの追跡[脚注 12]』-トム・コービー／演: グリン・ヒューストン(NHK、1975年4月21日 - 5月14日)
- 『ディズニーランド (テレビ番組)』

### ラジオドラマ
- 『女が危険なとき』文化放送（1962年）
- 『おせんの指』NHK（1967年）

### その他テレビ出演
- 関テレ『ハイ!土曜日です』※夫妻で出演（1979年8月4日放送）[34]
- NHK『民謡をあなたに』「―百万石の春まつり―(石川県金沢市・石川厚生年金会館で録画）」(1982年4月17日放送）[31]
- NHK『クイズ面白ゼミナール』(1984年10月21日放送)[31]